# Ron (piosenkarz)
Ron, właśc. Rosalino Cellamare (ur. 13 sierpnia 1953 w Dorno) – włoski piosenkarz, kompozytor i aktor, zwycięzca Festiwalu Piosenki Włoskiej w San Remo w 1996 roku z piosenką „Vorrei incontrarti fra cent’anni”, wykonaną w parze z Toscą.

## Życiorys

### Lata 70.

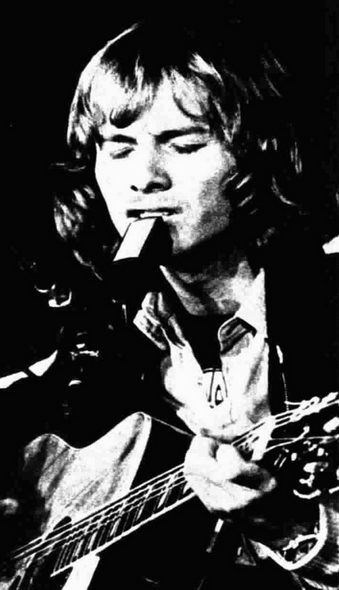
Ron (1975)

Rosalino Cellamare urodził się jako syn handlarza oliwą. Wychowywał się w Garlasco, gdzie zapoznawał się z muzyką za pośrednictwem brata Italo, który był pianistą. Zaczął brać udział w konkursach muzycznych; w 1967 roku uczestniczył w czwartej edycji Targów Włoskiej Piosenki (Fiera della Canzone Italiana) zorganizowanych przez Angela Camisa w Mediolanie. Został zauważony przez łowcę talentów z wytwórni RCA Italiana. Podpisał umowę (jako nastolatek) z Vincenzem Micoccim z wytwórni It.
Micocci zamierzał zgłosić go jako debiutanta na Festiwal Piosenki Włoskiej w San Remo w 1970 roku z piosenką „Occhi di ragazza”, którą ostatecznie zaśpiewał Gianni Morandi. Rosalino Cellamare natomiast, w parze z Nadą, wykonał (jako Rosalino) piosenkę „Pa diglielo ma”. W 1972 roku Rosalino zaprezentował w konkursie Un disco per l’estate piosenkę „Il gigante e la bambina”, napisaną przez Paolę Pallottino i Lucia Dallę; w tym samym roku wspólnie z Dallą napisał piosenkę ”Piazza Grande”, którą ten ostatni zaprezentował na Festiwalu w San Remo, napisał również piosenkę „La storia di Maddalena”, nagraną przez Sophię Loren, ścieżkę dźwiękową do filmu Mortadela Maria Monicellego oraz nagrał swój debiutancki LP Il bosco degli amanti, który jednak nie cieszył się powodzeniem. Po nagraniu kilku singli („Storia di due amici”, „Padre mio figlio mio”) wystawił na scenie Piccolo Teatro w Mediolanie spektakl o tematyce dziecięcej, bazujący na historiach dzieci ze szkół podstawowych w Cinisello Balsamo, na podstawie którego nagrał następnie album pod tym samym tytułem, doceniony przez krytykę, ale zignorowany przez publiczność. Pewne powodzenie zdobył natomiast jego trzeci album, Esperienze, wydany w 1975 roku pod prawdziwym imieniem i nazwiskiem. W tym momencie Ron rozpoczął karierę aktorską występując z powodzeniem w takich filmach jak: Lezioni private Vittoria De Sistiego, L’Agnese va a morire Giuliana Montalda, In nome del Papa Re Luigiego Magniego oraz Turi e i paladini di Angela D'Alessandra. W roku 1978 przyjął pseudonim artystyczny Ron, zmienił wytwórnię fonograficzną na Spaghetti Records, zaczął występować jako support innych artystów, aranżował i pisał piosenki dla Loredany Bertè i Ornelli Vanoni. Wystąpił wspólnie z Luciem Dallą i Franceskiem De Gregorim w słynnej trasie koncertowej Banana Republic, napisał też dla nich obu piosenkę „Cosa sarà”.

### Lata 80.
W 1980 roku opublikował album Una città per cantare, który wreszcie zdobył uznanie publiczności. Spośród znajdujących się na nim piosenek wyróżniały się: „Mannaggia alla musica” (napisana przez Francesca De Gregoriego oraz utwór tytułowy, będący coverem piosenki „The Road” amerykańskiego piosenkarza Danny’ego O’Keefe. Wydał kolejne, cieszące się powodzeniem albumy: Canzone senza inganni (Q disc, nagrany z Goranem Kuzminacem i Ivanem Grazianim), Al centro della musica (1981), Guarda chi si vede (1981, którego utwór tytułowy wygrał Festivalbar, Tutti cuori viaggianti (1982), Calypso (1982), I grandi successi di Ron (1983), kompilacje Ron (1985) i È l'Italia che va. W 1984 roku nagrał singiel „Joe Temerario”, który znalazł się na czołówce dźwiękowej filmu Maria Monicellego Miejmy nadzieję, że to będzie córka. W 1988 roku wystąpił na festiwalu w San Remo z piosenką „Il mondo avrà una grande anima”, która dała tytuł jego zarejestrowanemu na żywo albumowi. W 1989 roku jako producent muzyczny umożliwił debiut Biaggia Antonacciego lansując jego album Sono cose che capitano.

### Lata 90.
W 1990 roku Ron napisał dla Lucia Dalli piosenkę „Attenti al lupo”. W tym samym roku podpisał kontrakt nagraniowy z wytwórnią WEA nagrywając dla niej albumy Apri le braccia e poi vola (1990) oraz Le foglie e il vento (1992). W 1994 roku wydał album Angelo, zawierający piosenkę „Tutti quanti abbiamo un angelo”. W 1995 ukończył budowę własnego studia nagraniowego, w którym nagrywali tacy artyści jak: Miguel Bosé, Anna Oxa, Mango, Gianluca Grignani, zespół Dirotta su Cuba i inni. W 1996 roku wygrał Festiwal w San Remo z piosenką „Vorrei incontrarti fra cent’anni”, wykonaną w parze z Toscą. Wystąpił w koncercie noworocznym w Watykanie prezentując piosenkę „Natale tutto l'anno”. Opublikował kolejne albumy: Vorrei incontrarti fra cent'anni (1996) i Stelle (1997). W 1998 roku ponownie wystąpił na Festiwalu w San Remo z piosenką „Un porto nel vento”. W 1999 podpisał kontrakt nagraniowy CGD realizując dla niej album Adesso. W 2000 roku wydał album Ron '70-00, na którym znalazły się jego 3 nowe piosenki oraz nowe wersje jego największych hitów, wykonane w duecie z Jacksonem Brownem, Luciem Dallą, Toscą, Giannim Morandim i Biagiem Antonaccim.

### XXI wiek
W 2001 roku wydał album CD Cuori di vetro, zawierający utwory takich wykonawców jak: Renato Zero, Carmen Consoli, Francesco De Gregori, Jovanotti i Gianluca Grignani. W 2002 roku uczestniczył w trasie koncertowej obok takich artystów jak: Pino Daniele, Fiorella Mannoia i Francesco De Gregori. W 2004 roku wydał album koncepcyjny Le voci del mondo, inspirowany jedną z powieści Roberta Schneidera. W 2005 roku wydał album Ma quando dici amore, zawierający duety z takimi wykonawcami jak: Claudio Baglioni, Samuele Bersani, Luca Carboni, Loredana Bertè, Carmen Consoli, Lucio Dalla, Elisa, Jovanotti, Mario Lavezzi, Raf, Tosca i Renato Zero. Wpływy ze sprzedaży albumu zostały przekazane na rzecz Aisla (włoskiego stowarzyszenia chorych na stwardnienie zanikowe boczne). W 2006 roku wystąpił na Festiwalu w San Remo z piosenką „L’uomo delle stelle”. Wydał kolejne albumy: Rosalino Cellamare - RON - in concerto (2007) i Quando sarò capace d'amare (2008).
W 2011 roku uczestniczył jako juror w pierwszej edycji programu talent show, zatytułowanego Star Academy, który jednak został przerwany po trzech odcinkach z powodu niskich ocen. W 2013 roku wydał album Way Out, będący zbiorem utworów zagranicznych artystów, które zaśpiewał w języku włoskim. W 2014 roku wystąpił po raz kolejny na Festiwalu w San Remo, na którym w kategorii Big zaprezentował dwie piosenki: „Un abbraccio unico” i „Sing in the rain”.